# Destruction Derby
Destruction Derby — компьютерная игра в жанре гонок на выживание, разработанная студией Reflections Interactive и изданная компанией Psygnosis. Основанная на виде автоспорта под названием демолишн-дерби, игра ставит перед игроком задачу гоняться и уничтожать автомобили для набора очков. Разработчики реализовали симуляцию физики для более предсказуемых результатов столкновений, а также сделали трассы компактными для увеличения количества аварий. Destruction Derby была выпущена на платформах MS-DOS, PlayStation и Sega Saturn. Критики сочли игру увлекательной, высоко оценив графику и систему повреждений автомобилей, однако версия для Sega Saturn получила смешанные отзывы. Destruction Derby положила начало одноимённой серии игр, продолжившейся сиквелом Destruction Derby 2 в 1996 году.

## Игровой процесс
Destruction Derby — игра, сочетающая гонки и транспортный бой, созданная по мотивам соревнований по демолишн-дерби. Игрок может выбрать один из трёх доступных автомобилей. Столкновения в игре влияют на управление каждой машиной, снижая эффективность руления и ограничивая максимальную скорость. Лобовые удары могут повредить радиатор, что приводит к перегреву двигателя и остановке автомобиля. Предусмотрено четыре игровых режима: Destruction Derby, Wreckin' Racing, Stock Car Racing и Time Trial. В Destruction Derby игрок получает очки за уничтожение других машин на просторной арене, называемой The Bowl. В режиме Stock Car Racing нужно прийти к финишу первым, очки за уничтожение автомобилей не начисляются. Wreckin' Racing объединяет элементы двух предыдущих режимов: очки даются и за победу в гонке, и за уничтожение соперников. Time Trial представляет собой одиночный заезд на время. Версия для PlayStation поддерживает многопользовательский режим для двух игроков по кабелю между двумя игровыми системами, а версия для MS-DOS имеет режим игры по сети.

## Разработка
В конце 1994 года британская студия Reflections Interactive приступила к разработке игры Destruction Derby для игровой системы PlayStation. Изданием занималось подразделение Psygnosis компании Sony Computer Entertainment, благодаря чему Reflections получила доступ к наборам для разработки под PlayStation задолго до официального выхода игровой системы. Впервые игра была представлена в мае 1995 года на выставке Electronic Entertainment Expo под рабочими названиями Demolition Derby и Demolish 'em Derby. Журналисты изданий Edge и Next Generation предположили, что на момент выхода PlayStation эта игра сможет «затмить» Ridge Racer.
Для упрощения расчётов последствий столкновений автомобилей в Destruction Derby была внедрена симуляция физики. По мнению разработчика Мартина Эдмондсона, без этого игра была бы «совершенно неиграбельной», сравнивая с игрой в бильярд с некорректными столкновениями шаров. Продюсер Тони Паркс отмечал, что физическая модель была упрощена для улучшения производительности и учёта особенностей контроллера PlayStation, а команда стремилась найти оптимальный баланс между реалистичностью и играбельностью. Оптимизация графики и снижение детализации удалённых объектов также способствовали повышению производительности. Игровой движок Destruction Derby способен одновременно отображать до 20 автомобилей, что на тот момент не удавалось ни одной гоночной игре для игровых систем, кроме Daytona USA. При этом для всех машин использовалась одна каркасная модель с различными текстурами. Повреждения автомобилей просчитываются в реальном времени на основе скорости и угла столкновения. Трассы в игре были сделаны небольшими для поддержания высокой плотности машин и обеспечения масштабных аварий. Планировалась поддержка до 8 игроков через PlayStation Link Cable.
Портированием Destruction Derby на игровую систему Sega Saturn занималась компания Perfect Entertainment. В этой версии отсутствуют полупрозрачные текстуры. В августовском номере журнала GameFan за 1996 год Райан Локхарт оценивал готовность порта на 80 %. Игра вышла на Saturn в августе 1996 года.

## Критика
| Иноязычные издания      | Иноязычные издания |
| Издание                 | Оценка             |
| ----------------------- | ------------------ |
| CVG                     | 3 из 10 (SAT)      |
| GameSpot                | 7,1 из 10 (PC)     |
| Next Generation         | 4 из 5 (PS1, PC)   |
| PC Gamer (US)           | 88 %               |
| The Electric Playground | 9 из 10 (PS1)      |
| Sega Saturn Magazine    | 68 % (SAT)         |
| Русскоязычные издания   |                    |
| Издание                 | Оценка             |
| «Страна игр»            | 5 из 5             |
| Магазин игрушек         | 90 %               |

В своей рецензии для журнала GamePro Капитан Сквидо назвал Destruction Derby «самым безбашенным гоночным приключением этой осени». Он считал, что графика игры «практически соответствует всему, что можно ожидать от игры» подобного типа, но при этом «ничто здесь не выделяется как нечто графически выдающееся». Сквидо выразил недовольство отсутствием возможности настройки автомобилей и режима с разделенным экраном для мультиплеера. Подводя итог, он написал: «Ограниченные опции не позволяют Destruction Derby войти в высшую лигу, но эти безумные гонки на сток-карах по-прежнему дарят целый стадион сногсшибательного веселья». Виктор Лукас из The Electric Playground отметил, что «прелесть игры» заключается в стратегии «продуманных ударов» по автомобилям противников. Он написал: «Если вы будете пытаться устроить большой переполох на трассе, то, вероятнее всего, уже через несколько секунд будете хромать на свалку». По его мнению, режим гонок сток-каров «не выдерживает никакого сравнения с захватывающей дух динамикой Wipeout или Ridge Racer», а демолишн-дерби на арене The Bowl — «самое интересное, что есть в игре». Лукас высоко оценил графику и физику игры и заключил: «Destruction Derby — победитель по всем статьям». Рецензент журнала Next Generation был в восторге от идеи столкновений с другими автомобилями, заявив, что она отвечает почти универсальной фантазии. Он отметил, что однопользовательский режим непонятным образом «недостаточен», но мультиплеер предлагает безусловное удовольствие.
Версия для персональных компьютеров также получила положительные отзывы. Ли Бьюкенен из PC Gamer US отметил «потрясающую графику, которая оживляет самые жесткие столкновения, которые я видел на компьютере», и обратил внимание на то, что «повреждения [автомобилей] изображены великолепно». Как и Лукас, он написал, что игрок «не может просто бездумно врезаться в другие машины; это разрушение для думающих людей». Хотя он посчитал игру слишком лёгкой «даже на самом сложном уровне сложности», он нашёл это незначительной проблемой, не портящей впечатление. Он отметил онлайн-игру как изюминку и заключил что «Destruction Derby — это взрыв эмоций и приятное разнообразие по сравнению с высококлассными автосимуляторами». Питер Олафсон из Computer Gaming World назвал игру «отличной симуляцией» гонок на выживание и написал, что аварии в ней «судорожны и реалистичны». Он считал, что игра «обладает невиданным ранее качеством, которое мгновенно сделает ее образцовой игрой для демонстрации ошарашенным друзьям и родственникам», и назвал повреждения автомобилей «особенно великолепными и беспрецедентными для игр такого рода». Однако он также заметил, что «срок ее полезной жизни удивительно короток» и выразил надежду на редактор трасс в продолжении. В итоге он резюмировал, что, «несмотря на свои ограничения, это отличная игра, и у нее гораздо больше потенциала». Рецензент журнала Next Generation отметил, что хотя игра является прямым портом версии для PlayStation, она выполнена безупречно точно. Он высоко оценил достоверное моделирование столкновений, разнообразие режимов, плавность игрового процесса и наличие сетевых и модемных опций. Единственным недостатком игры он счел недостаточный отдаление камеры, из-за чего иногда сложно увидеть соседние автомобили.
В рецензии на версию игры для Sega Saturn Ким Рэнделл из Computer & Video Games отметила слабую графику по сравнению с версией для PlayStation. По мнению Рэнделл, игра вышла слишком поздно, чтобы произвести фурор, сравнимый с WipEout, и что «сравнения с версией для PlayStation неизбежны, и небрежность переноса на Saturn означает, что этой версии не хватает лоска конкурента». Роб Олсеттер в рецензии для Sega Saturn Magazine повторил большую часть текста из обзора Рэнделл, включая заключительные замечания.
Игра Destruction Derby положила начало одноимённой серии и получила прямое продолжение в виде Destruction Derby 2 в 1996 году. Последующие части включают Destruction Derby 64 для Nintendo 64, Destruction Derby Raw и Destruction Derby: Arenas, последняя из которых была разработана Studio 33. В 2007 году оригинальная Destruction Derby была переиздана через сервис PlayStation Network. Кроме того, игра вошла в состав сборника игр на игровой системе PlayStation Classic.